# Glen Velez
Glen Velez (Dallas, 1949) è un batterista e percussionista statunitense.
Virtuoso e profondo conoscitore dei tamburi a cornice, è responsabile della introduzione di questo tipo di strumento nella musica moderna (dal jazz, al rock alla musica etno-folk).
Il merito di Glen Velez è di aver approfondito lo studio e le tecniche dei tamburi a cornice unendo a questo lo studio delle teorie ritmiche delle differenti culture (specialmente quella del sud dell'India). Il talento di Velez ha fatto il resto.
Strumenti antichi (ma ancora vivi nella tradizione popolare) come il tamburello italiano, la kanjira indiana, il riqq egiziano, il tar medio-orientale, il pandero spagnolo, il bendir marocchino e molti altri, trovano una nuova collocazione e diffusione nel contesto musicale moderno.
Grazie ad un metodo didattico (metodo Handance) che unisce la tecnica didattica indiana (in cui si vocalizzano i ritmi) ad un metodo di apprendimento ed assimilazione dei ritmi mediante passi sul posto, Glen Velez ha fatto scuola e ha dato ispirazione e insegnamento a percussionisti che hanno poi trovato il loro cammino di approfondimento e ricerca, contribuendo ulteriormente alla divulgazione dei tamburi a cornice.
Glen Velez svolge un'intensissima attività didattica in tutto il mondo.
Glen Velez è stato insignito del premio Grammy Award e votato come Miglior percussionista dell'anno nel 2001 dalla rivista DRUM!. Ha collaborato con numerosi artisti quali: Pat Metheny, Richard Stoltzman, Suzanne Vega, Howard Levy, Zakir Hussain e Sonny Fortune.

## Discografia parziale

### Come leader
- 1983 - Handdance
- 1985 - Internal Combustion
- 1987 - Seven Heaven
- 1989 - Assyrian Rose
- 1991 - Doctrine of Signatures
- 1991 - Ramana
- 1993 - Borderstates
- 1993 - Pan Eros
- 1996 - Rhythmcolor Exotica
- 1998 - Rhythms of the Chakras
- 2000 - Breathing Rhythms
- 2005 - Rhythms of Awakening

### Con Jonas Hellborg
- 1995 - Ars Moriende